# Кубок Европейских чемпионов по международным шашкам среди клубных команд 2001
III Кубок Европейских чемпионов по международным шашкам среди клубных команд прошел в г. Уфа с 19 по 24 сентября 2001 года.
Главный судья: Фрэнк Тир (Франк Теер) (Нидерланды), главный секретарь Ринат Ишимбаев (г. Ишимбай)
Победитель — «Башнефть», в составе Муродулло Амриллоев, Александр Георгиев, Александр Гетманский, Владимир Мильшин, тренер Юрий Черток.
Вторые — «Мерс Денк эн Зет» (Кулемборг, Нидерланды).
Третьи — команда Республиканского Центра олимпийской подготовки (Минск, Беларусь)

## Состав оргкомитета
Ишмуратов Халяф Халфитдинович — заместитель Премьер — министра, председатель оргкомитета
Сайфуллин Нур Рашитович — генеральный директор АНК «Башнефть», заместитель председателя оргкомитета
Самородов Владимир Николаевич — председатель Государственного комитета Республики Башкортостан по физической культуре, спорту и туризму, заместитель председателя оргкомитета
Члены оргкомитета
Давлетбаев Рамис Резяпович — генеральный директор ГТРК «Башкортостан»
Давыдов Владимир Петрович — глава администрации г. Ишимбая и Ишимбайского района
Диваев Рафаил Узбекович — министр внутренних дел Республики Башкортостан
Емельянов Евгений Иванович — директор школы высшего спортивного мастерства Республики Башкортостан
Журавлев Виктор Игнатьевич — генеральный директор Государственного информационного агентства «Башинформ»
Кальметьев Марс Рахматуллович — глава администрации Кировского района г. Уфы
Капп Вильгельм Вильгельмович — начальник Международного аэропорта «Уфа»
Кускильдин Кинья Сагитович — главный специалист отдела по гуманитарным вопросам и делам национальностей Управления Делами Кабинета Министров Республики Башкортостан
Мазитов Ильгиз Файзуллович — директор департамента социального
развития АНК «Башнефть»
Мавзютов Рифкат Бариевич — генеральный директор ОАО «Аврора»
Никитин Александр Владимирович — начальник Башкирского отделения Куйбышевской железной дороги
Нугуманов Рауф Самигуллович — глава администрации г. Уфы
Сагитов Талгат Нигматуллович — министр культуры Республики Башкортостан
Черкасов Александр Ричардович — главный врач республиканского врачебно — физкультурного диспансера
Черток Юрий Владимирович — председатель правления профессионального шашечного клуба «Нефтяник»

## Состав участников
В КЕЧ участвовали восемь клубов из шести стран. Среди участников — 15 международных гроссмейстеров, из них девять чемпионы мира.
Соревнования прошли в «Президент-Отеле» по адресу ул. Авроры, 2.

## Результаты
Первый тур
«АЛМАЗ» (Якутск, Россия) — «Дама ир Каралюс» (Вильнюс, Литва) — 5:3
«УДМУРТНЕФТЬ» (Ижевск, Россия) — «Мерс Денк эн Зет» (Кулемборг, Нидерланды) — 3:5
РЦОП (Минск, Беларусь) — «Моторола» (Рига, Латвия) — 4:4, 5:3
«БАШНЕФТЬ» (Ишимбай, Россия) — «Адмирал ПК Бест» (Щецин, Польша) — 4:4, 4:4, 6:2
финал
В финальных матчах действующий обладатель Кубка Европейских Чемпионов «Башнефть» дважды переиграла «Мерс Денк эн Зет» (Кулемборг). Решающую победу принес команде А. Георгиев, выигравший в самой напряженной и продолжительной партии четвёртого тура у Тьерда Хармсмы.
На третьем месте — первый обладатель Кубка чемпионов — команда Республиканского Центра олимпийской подготовки (Минск, Беларусь). четырёхкратный чемпион мира Анатолий Гантварг.